# Henoc
|  | «Enoc» redirigeix aquí. Si cerqueu el disc d'Ozuna, vegeu «Enoc (àlbum)». |

Al llibre del Gènesi capítol cinquè Henoc (hebreu: חֲנוֹךְ בן-ירד, Hănōkh ben Yered‎; àrab: خنوخ بن یارد, Ḫanūẖ ibn Yārid, tot i que és més conegut pel nom que adoptà com a profeta: Idrís) és fill de Jèred i net de Mahalalel. Un besnét seu va ser Noè.
Va ser pare de Matusalem als seixanta-cinc anys, i després va viure tres-cents anys més engendrant altres fills i filles fins que va morir a l'edat de tres-cents seixanta-cinc anys.
En el Nou Testament i en les tradicions jueves s'afirma que Henoc no va morir, sinó que va ascendir directament al cel. Per aquest motiu, Henoc va tenir una vida terrenal de «només» 365 anys, mentre que totes les altres generacions des d'Adam a Noè vivien entre vuit i nou-cents anys.
Segons una tradició apòcrifa jueva, un dia es va presentar a la fi del món (lloc on residia Henoc) el seu fill Matusalem. Li va explicar que li acabava de néixer un net que tenia els cabells i la pell blanca com la neu i els ulls tan clars que semblava que brillaven. Henoc li va posar al nadó el nom de Noè (que significa descans o consol) i va predir que durant la seva vida es produiria un cataclisme d'àmbit mundial, el diluvi universal.

## El Llibre d'Henoc
El Llibre d'Henoc és un text apòcrif atribuït a Henoc, tot i que en l'actualitat es creu que va ser redactat per diversos autors jueus entre els segles II aC i I.
El llibre narra l'ascensió d'Henoc al cel, com és nomenat cap dels àngels i instal·lat a la dreta del tron de Jahvè.

## Henoc, el profeta Idrís
Segons l'islam, Henoc va ser el primer profeta (tret d'Adam), ja que en el seu temps començà a haver-hi gent que dubtava si Déu era un veritable déu, perquè no entenien com els podia deixar vivint amb dificultats a la Terra i no permetre'ls entrar al Jardí de l'Edèn del que tant en sentien a parlar de boca del patriarca Adam. Sembla que degut a aquest allunyament home-divinitat, Déu va castigar la humanitat amb una sequera molt important, fins que Idrís va pregar-li que s'aturés i Déu va fer tornar a ploure.
Idrís va dissenyar i inventar multitud d'artefactes que van potenciar les habilitats i coneixements de la humanitat: l'escriptura, les matemàtiques, l'astronomia, etc. Pels musulmans, anys després de la seva ascensió al Cel, Henoc va tornar a la Terra a Guiza (Egipte) on va ensenyar molts dels seus coneixements a les multituds.
A l'Alcorà se l'anomena en quatre versets:
1. (…) i menciono Idrís al Llibre; de veritat que ell era un home de bé, un profeta. I Nosaltres el vam ascendir al Cel.[7]

1. (…) i Ismael, i Idrís, i Dhu-l-Kifl. Tots eren homes bons. I els vam portar a la nostra gràcia. Ells estaven entre els homes rectes.[8]

La tradició musulmana conta també que Idrís va ser un dels profetes amb qui pogué parlar Mahoma en un viatge al cel.